# Reed Ridge
Reed Ridge ist ein abgeflachter und verschneiter Bergrücken im westantarktischen Marie-Byrd-Land. Er erstreckt sich ausgehend vom westlichen Abschnitt des Ford-Massivs in den Thiel Mountains über eine Länge von 5 km in nordwestlicher Richtung und bildet die Westwand des Compton Valley.
Der United States Geological Survey kartierte den Bergrücken anhand von eigenen Vermessungen und mithilfe von Luftaufnahmen der United States Navy zwischen 1959 und 1961. Das Advisory Committee on Antarctic Names benannte die Formation 1962 nach Dale R. Reed, Ionosphärenforscher auf der Ellsworth-Station im Jahr 1958 und auf der Byrd-Station im Jahr 1960.